# Primitiva Lodeiro Otero
Primitiva Lodeiro Otero (La Coruña, 1913-Vigo, 3 de diciembre de 1997)  fue una modista y política española, víctima de la represión durante el franquismo.

## Trayectoria
Lodeiro fue una modista coruñesa. Al igual que otras muchas mujeres libertarias de la zona, como fue el caso de las Atochas, Lodeiro ofreció su casa de As Xubias, en La Coruña, como refugio para los anarquistas. Esta red de casas-refugio sustentada por mujeres de la zona, además de esconder a compañeros anarquistas también se ocupaba de aprovisionamiento de alimentos, lavado de ropa, comunicaciones entre el movimiento y recaudación de dinero.
En su casa de As Xubias, escondió al anarquista Antonio Torres López, quien fue su pareja, y al padre de este, ayudando ambos en la fuga hacia el frente de Asturias. Les acogió desde el golpe de Estado de julio de 1936 hasta agosto de 1937, cuando fueron detenidos en la investigación policial por el intento de fuga en el barco bonitero Explorador, siendo también detenida Lodeiro. En esta investigación también estuvo implicado el hermano de Primitiva, Manuel, marinero afiliado a la Confederación Nacional del Trabajo (CNT), y Teresa Novelle Rodríguez.
Los días 12 y 13 de noviembre de 1937, Lodeiro fue sometida a un consejo de guerra y condenada a 12 años y un día de prisión. Posteriormente, la comisión de La Coruña le conmutó la pena. En junio de 1941, fue multada por el Gobierno Civil con una multa de 75 pesetas por «insolentarse con los agentes de la Autoridad y sus malos antecedentes».
Lodeiro falleció en Vigo el 3 de diciembre de 1997. Fue enterrada en el cementerio de Pereiró.